# Норелиус, Кристин
Кристин Ли Норелиус (англ. Kristine Lee Norelius; род. 26 декабря 1956, Сиэтл, Вашингтон) — американская гребчиха, выступавшая за сборную США по академической гребле в первой половине 1980-х годов. Чемпионка летних Олимпийских игр в Лос-Анджелесе, трёхкратная серебряная призёрка чемпионатов мира, победительница многих регат национального и международного значения.

## Биография
Кристин Норелиус родилась 26 декабря 1956 года в Сиэтле, штат Вашингтон.
Занималась академической греблей во время учёбы в Вашингтонском университете. Состояла в университетской гребной команде, неоднократно принимала участие в различных студенческих регатах. Проходила подготовку на озере Вашингтон недалеко от Сиэтла.
В 1980 году прошла отбор в олимпийскую сборную, собранную для участия в летних Олимпийских играх в Москве, однако Соединённые Штаты вместе с несколькими другими западными странами бойкотировали эти соревнования по политическим причинам. В качестве компенсации за пропуск Олимпиады Норелиус была награждена Золотой медалью Конгресса.
Первого серьёзного успеха на взрослом международном уровне добилась в сезоне 1981 года, когда вошла в основной состав гребной команды США и побывала на чемпионате мира в Мюнхене, откуда привезла награду серебряного достоинства, выигранную в зачёте распашных рулевых восьмёрок — в финале пропустила вперёд только экипаж из Советского Союза.
В 1982 году на мировом первенстве в Люцерне вновь стала серебряной призёркой в восьмёрках, снова уступив команде СССР.
На чемпионате мира 1983 года в Дуйсбурге в третий раз подряд выиграла серебряную медаль в программе восьмёрок, здесь так же проиграла советским спортсменкам.
Благодаря череде удачных выступлений удостоилась права защищать честь страны на домашних Олимпийских играх 1984 года в Лос-Анджелесе — в составе экипажа, куда также вошли гребчихи Бетси Бирд, Кристен Торснесс, Кэрол Бауэр, Кэри Грейвз, Джинн Флэнаган, Холли Меткалф, Кэти Килер и Ширил О’Стин, обошла всех своих соперниц в восьмёрках, в том числе почти на секунду превзошла ближайших преследовательниц из Румынии, и тем самым завоевала золотую олимпийскую медаль. Вскоре по окончании этой Олимпиады приняла решение завершить спортивную карьеру.
Впоследствии работала в сфере специальной педагогики. Вышла замуж за Брайана Фоллера, родила двоих детей.
Её братья Джон и Марк тоже занимались академической греблей. Марк участвовал в Олимпийских играх 1976 года в Монреале.